# Xanthomyrtus polyclada
Xanthomyrtus polyclada är en myrtenväxtart som beskrevs av Friedrich Ludwig Diels. Xanthomyrtus polyclada ingår i släktet Xanthomyrtus och familjen myrtenväxter. Inga underarter finns listade i Catalogue of Life.